# 吕氏拟银杏蟹
吕氏拟银杏蟹（学名：Gaillardiellus ruppellii）为扇蟹科的动物。舊屬拟银杏蟹属，今屬同屬银杏蟹亚科的蓋氏蟹屬。

## 分佈
分布于日本、新喀里多尼亚、澳大利亚、印度尼西亚、菲律宾、新加坡、毛里求斯、非洲东岸以及中国大陆的广东等地，生活环境为海水，多见于一般水深15-30米处的沙质或岩石底部。其生存的海拔范围为-30至-15米。

## 外部連結
- 維基物種上的相關：吕氏拟银杏蟹